# Los de Salta
Los de Salta es un conjunto folklórico de la Argentina, originarios de la Provincia de Salta creado formado en 1958, que continúa en actividad en la actualidad. Sus integrantes originales fueron Luis Gualter Menú, Miguel Arnaldo Ramos, Mariano Vaca, y José Berrios. Inicialmente dirigidos por José Antonio Saravia Toledo y luego por Carlos Alfredo Palacios, quien se integró al grupo en 1974, en reemplazo de Ramos. Al día de la fecha, y bajo la dirección de Carlos Palacios, quien entregó el “legado” el 5  de septiembre de 2024, haciendo entrega también del emblemático pocho Salteño, que lo acompañó durante 50 años, en el auditorio de radio Nacional, bajo el ciclo de recitales de Sadaic a una nueva formación, compuesta por Gustavo Trindade, Martin Sosa, Javier Girado y Cesar Linares,  siguen en dándole vigencia a este conjunto folclórico Argentino, conservando las armonías , melodías de los fundadores, así como también siguiendo con el repertorio y anexando nuevas canciones con su impronta , pero siempre manteniendo esas armonías que tanto identifican a Los de Salta Entre las canciones más conocidas del grupo se encuentran «Canción del perdón», «Adiós amada», «Palmeras», «No importa», «En mis sueños», «Zamba de Anta», «Candombe para José», «Flor de lino», «La casa de mis abuelos», «Acento salteño», «Salta, mi canto te canta», «Así se canta en Salta», etc. Entre sus álbumes se destaca Lejana Tierra Mía y Rodando Cantos Rodados, este último incluyendo recitados del destacado poeta salteño Jaime Dávalos.

## Integrantes
Los de Salta tuvieron un antecedente directo que se llamó «Los Arrieros», integrado por Luis Chalabe, Miguel Arnaldo Ramos, Luis R. Luis Rodríguez y Luis Gualter Menú.
- Primera formación (1958-1969): Luis Gualter Menú, Miguel Arnaldo Ramos, Mariano Antonio Vaca, y José Berrios. En este período integraron brevemente el grupo Patricio Gimenes y Sorobabel Berrios.
- Segunda formación (1969-1973): Chichi Ibarra reemplaza a Luis Menú.
- Tercera formación (1973-1978): Carlos Alfredo Palacios reemplaza a Miguel Ramos.
- Cuarta formación (1978-: José Miguel Berrios deja el conjunto para integrarse a Los Fronterizos, luego de un intento solista. Simultáneamente Mariano Vaca se instala en Salta, al igual que Chichi Ibarra. En ese momento el conjunto incorporó a Francisco «Pancho» Berrios (hermano de José) y a otros músicos como Miguel Ángel Reyes, Roberto Ternán, Roberto Oscar Medina (luego retirado para integrar Los Fronterizos), Florencio Vaz, Gerardo Denis y Daniel Soruco.

En 1994 Mariano Vaca y Enrique Ibarra, formaron el conjunto Los 4 de Salta.
Al día de hoy, en septiembre de 2024, en los recitales de Sadaic, en el auditorio de Radio Nacional, Carlos Palacios, quien fuera por 50 años director del conjunto, cedió el nombre y el "legado" a 4 nuevos integrantes, que desde el día de la fecha siguen manteniendo y difundiendo el nombre de Los de Salta, ellos son Gustavo Trindade, Martin Sosa, Javier Girado y Cesar Linares, quienes bajo la dirección musical de Carlos Palacios siguen el rumbo que marcaron los históricos de este gran conjunto folclórico romántico de Argentina

## Filmografía parcial
- Cosquín, amor y folklore (1965) dir. Delfor María Beccaglia